# Петру Рареш (Ђурђу)
Петру Рареш (рум. Petru Rareș) насеље је у Румунији у округу Ђурђу у општини Извоареле. Oпштина се налази на надморској висини од 81 m.

## Становништво
Према подацима из 2002. године у насељу је живело 264 становника, од којих су сви румунске националности.